# Vignetten- und Anekdotenforschung
Die Vignettenforschung und die Anekdotenforschung sind methodische Verfahren zur Erforschung schulischer Erfahrungen lernseits von Unterricht, die ein Forschungsteam am Institut für LehrerInnenbildung und Schulforschung der Universität Innsbruck über Förderung durch den Fonds zur Förderung der wissenschaftlichen Forschung entwickelte und die mittlerweile auch für Lern- und Bildungsprozesse in außerschulischen sozialen Räumen fruchtbar gemacht wurden. Das 2020 gebildete „Netzwerk Vignetten- und Anekdotenforschung“, kurz VignA, umfasst Universitäten und Pädagogische Hochschulen in Graz, Innsbruck, Klagenfurt, Wien sowie in Bozen (Italien), Florina (Griechenland), Hannover (Deutschland), Pretoria (Südafrika), Zürich (Schweiz).
Eine Vignette bezeichnet in den Sozialwissenschaften meist eine „stimulierende Ausgangssituation, die die befragten Personen zu Beurteilungen oder zu weiterführenden Handlungsmöglichkeiten anregen soll“. So sollen die Lebenswirklichkeit, die Perspektiven und die Standpunkte befragter Personen deutlich werden können.
Als qualitativer Ansatz ist die Vignettenforschung theoretisch und -methodologisch in der Phänomenologischen Erziehungswissenschaft verortet und bezeichnet eine ethnographisch, narrativ und phänomenologisch orientierte Forschungsmethode, mit der zunächst das Lernen von Schülern im schulischen Unterricht mehrerer Länder untersucht wurde. In jüngeren Erprobungen des Ansatzes findet die Vignettenforschung, ebenso wie die Anekdotenforschung, auch Anwendung in Feldern außerhalb der Schule, zum einen in der Forschung über sozialräumliche und lebensweltliche (Lern-)Erfahrungen von Menschen, zum anderen als Möglichkeit, Lernprozesse miterfahrbar zu machen, die durch performative Methoden (z. B. Forumtheater) oder durch Auseinandersetzung mit Kunst hervorgerufen werden. Als Ansatz empirischer Unterrichtsforschung möchte sie insbesondere den Vollzug von Lernerfahrungen erschließen und Erfahrungsmomente pädagogischen Handelns versteh- und erfahrbar machen. Arbeiten mit der Vignettenforschung finden sich an der Universität Innsbruck, der Freien Universität Bozen, der Universität Klagenfurt, der Universität Wien und der Pädagogischen Hochschule Zürich.

## Theoretische Grundlagen und forschungsmethodologische Positionierung
Die Vignettenforschung orientiert sich an der Phänomenologie  als Philosophie der Erfahrung, einem auf Edmund Husserl zurückgehenden philosophischen Denkstil, die sich zum Ziel gesetzt hat, Lernen als (bildende) Erfahrung zu erforschen und somit schwer erfassbare Phänomene von Lern- und Bildungsprozessen der wissenschaftlichen Betrachtung auf andere Art und Weise zugänglich zu machen, als es bisherigen Verfahren der empirischen Bildungsforschung gelingt. Erfahrungsvollzüge von Menschen werden so erforscht, wie sie die Forschenden in der unmittelbaren Begegnung selbst wahrnehmen und mit-erfahren. Phänomenologischer Tradition folgend, transformieren Forschende aus der Haltung der teilnehmenden Erfahrung diese miterfahrene Erfahrung der Lernenden in narrative Texte. Die von den Forschenden miterfahrenen Erfahrungen werden protokolliert und anschließend in so genannte Vignetten als prägnante erfahrungsträchtige Erzählungen verdichtet. Insbesondere räumliche, zeitliche, relationale und leibliche Artikulationen schulischer Erfahrungen finden dabei spezifische Beachtung. Tonales, Stimmen, Blicke, Bewegungen, Gestik und Mimik sind insofern bedeutsam, weil sie Mit-Erfahrenes, Mit-Empfundenes, Mit-Gehörtes oder Mit-Gesehenes als leibliche Verkörperungen schulischer Erfahrung in besonderem Maße in sich tragen. Als „Klangkörper des Lernens“ erfassen Vignetten somit Erfahrungsmomente, in denen die Forschenden selbst Erfahrungen gemacht haben, und verdichten diese in rekursiven Schreibprozessen in prägnante Narrationen. Die phänomenologische Forschungshaltung übt durch das Einklammern von Vorannahmen das Einfühlen in die jeweilige konkrete Situation und der jeweiligen Subjekte jenseits vorgegebener Ordnungen, was Zuschreibungen im Unterricht ebenso sichtbar machen kann wie es im Kontext von Schule und Gesellschaft macht- und diskriminierungskritische Perspektiven eröffnet. Der in den Vignetten verdichtete Bedeutungsüberschuss kann in der anschließenden Analyse mittels Vignetten-Lektüren phänomenspezifisch ausdifferenziert werden. Weder Operationalisierung noch Kategorisierung ist das Ziel solcher Lektüren, sondern das respektvolle Beschreiben leiblicher, räumlicher, zeitlicher und relationaler Artikulationen von Erfahrungen. Während sich das Schreiben der Vignette am Konzept des Beispiel-Gebens orientiert, richtet sich die Lektüre einer Vignette am Beispiel-Verstehen aus.
In der Monographie Lernen als bildende Erfahrung. Vignetten in der Praxisforschung (2012) werden sowohl das dem Forschungsansatz zugrunde liegende Lernverständnis, die theoretischen Grundlagen, das empirische Verfahren, eine Sammlung von Vignetten, die im Rahmen des Pilotprojektes zur Neue Mittelschule (NMS) an Schulstandorten in ganz Österreich erhoben wurden, sowie verschiedene Einsatzmöglichkeiten in Praxis, Lehre und Schulforschung vorgestellt. Neben zahlreichen Publikationen sind aus Forschungsprojekten zur Vignettenforschung bisher neun Dissertationen und drei Habilitationen entstanden.

## Lernen als Erfahrung
Der Vignettenforschung liegt ein pädagogisch-leibphänomenologisches Lernverständnis zugrunde, das auf einem Lernbegriff von Lernen als Erfahrung gründet. Lernen ist nach Käte Meyer-Drawe  „ein phänomenologischer Gegenstand par excellence.“ Wir lernen nicht nur durch oder aus Erfahrung, sondern Lernen selbst ist eine Erfahrung. Im Lernen als Erfahrung machen wir eine Erfahrung über die eigene Erfahrung. Dies ist dann der Fall, wenn die Übereinstimmung zwischen unseren Erwartungen und den Vollzügen nicht mehr gegeben ist. Als Erfahrung hat Lernen den Charakter eines Widerfahrnisses: sie stößt uns zu und durchkreuzt unsere Erwartungen; sie entzieht sich unserer Initiative, wobei wir in diesem Akt zwar präsent sind, ihn aber nicht initiativ auslösen. Die Erfahrung des Lernens ist etwas das von Anderem und dem Anderen herkommt und, ähnlich wie das Erwachen, aktiv und passiv zugleich ist. Wir sind als leibliche Wesen anwesend, aber wir lösen das Lernen nicht aus. Es ist nicht initiativ, etwa durch Lehren, herstellbar. Beginn und Vollzug des Lernens entziehen sich uns und Lernen kann, wenn überhaupt, nur von seinen Resultaten her, gemessen oder eindeutig bestimmt werden. Lernen ist nicht unmittelbar das Ergebnis von Lehren, Lernen und Lehren sind aber vielfältig miteinander verstrickt. Meyer-Drawe zufolge vollzieht sich Lehren im Lernen der Anderen. Im Verweis auf Bernhard Waldenfels und Maurice Merleau-Ponty entsteht in diesem sich responsiv vollziehenden Prozess ein Gewebe, ein Geflecht, dessen Produkt weder dem Lernen noch dem Lehren von Personen eindeutig zugeordnet werden kann.

## Lernseitigkeit
Die lernseitige Ausrichtung der Vignettenforschung stellt eine besondere Akzentuierung, eine neue Blickrichtung und Betrachtungsweise in der empirischen Unterrichtsforschung dar. Sie nimmt die Seite des Lernens in der Erfahrungsdimension der Schülerinnen und Schüler als Ausgangspunkt dafür, wie sich die Seite des Lehrens darstellt und wie diese wirkt. Dieser Blickwechsel erfordert eine bestimmte Forschungshaltung, die über die Miterfahrung in der Vignettenforschung deutlich von einer distanzierten Beobachterrolle im Forschungsprozess abweicht.

## Vignettenforschung in der Anwendung
- Im Rahmen von Professionellen Lerngemeinschaften setzen Lehrkräfte sich mit Vignetten auseinander und analysieren in strukturierten Prozessen die erfassten Erfahrungen, um den „lernseitigen“ Blick zu schärfen und den Lernbegriff über ein Lernregister[26] weiter auszudifferenzieren, als es in herkömmlichen Lerntheorie der Fall ist.
- Vignetten dienen als Evidenz gelebter Praxis in der Evaluation von Schule und Unterricht. So werden sie im Rahmen des OECD-Programms „Innovative Learning Environments“ als Evaluationsinstrument eingesetzt.[27]
- Die Vignettenmethodologie wird zur Entwicklung von Schule und Unterricht eingesetzt. Forschende erfahren den Schultag mit den Schülerinnen und Schülern mit, protokollieren Erfahrungsdaten und verfassen Vignetten, die den Schulen als Datenbasis für die Schulentwicklung zur Verfügung gestellt werden. So können Kollegien Einblicke in die Erfahrungen Einzelner bekommen; die Facetten des Lernens, die an ihrem Schulstandort begünstigt werden, identifizieren und Ist-Soll-Bilder kritisch reflektieren, die für die standortspezifische Schul- und Praxisentwicklung relevant sind.
- Vignetten werden in der Lehrerinnen- und -lehrerbildung (z. B. am ILS der Universität Innsbruck) eingesetzt, einerseits um bei Studierenden einen erfahrungsorientierten und lernseitigen Blick auszubilden und andererseits, um Erfahrungsdimensionen des Lehrens angemessen zu erfassen.
- Im Masterstudium "Diversitätspädagogik in Schule und Gesellschaft" an der Universität Klagenfurt werden Vignetten auch eingesetzt, um daran Phänomene der Differenz "lernseits" von Stereotypsierungen wahrzunehmen und zu reflektieren.[28]
- Vignetten finden – inspiriert von den Pionierarbeiten von Martha Muchow(1935)[29] – auch Anwendung in der Sozialraumforschung zur Wahrnehmung von Prozessen des Ein- und Ausschlusses, der Teilhabe und Ermächtigung, der Aushandlungsprozesse zwischen Gruppen und Menschen in der Aneignung, Nutzung, Teilung sozialer Räume.

## Anekdotenforschung
Die Anekdotenforschung entstand an der Universität Innsbruck als Weiterentwicklung des Forschungsansatzes der Vignettenforschung und ist eine Forschungsmethode für die Untersuchung von Lernvollzügen über längere Zeiträume. Das Interesse richtet sich auf Fragen wie: Was erfahren Schülerinnen und Schüler in ihrer mehrjährigen Schulzeit, was lernen sie? Was bleibt wie in Erinnerung? Wie haben die Lernerfahrungen sie geprägt? Während Vignetten auf der Basis von Erfahrungen in statu nascendi entstehen, bilden Forschungsgespräche über erinnerte Lernerfahrungen und deren Transkriptionen die Grundlage für Anekdoten. Anekdoten wurden ausgehend von den Arbeiten Van Manens entwickelt und werden von der Innsbrucker Forschungsgruppe verstanden als „merk-würdige Geschichten, in denen Ereignisse mit besonderer Wirkkraft, die Forschenden aus der erinnerten Erfahrung erzählt werden, pointiert verdichtet werden“. Gelebte Erfahrung wird im Entstehungsprozess der Anekdote in mehrfacher Weise transformiert. Insbesondere die Phänomene des Erinnerns und Vergessens und des sprachlichen Ausdrucks von Erfahrung sind für das Verständnis und die Konzeption der Anekdote bedeutsam. Aus dem Forschungsprojekt zur Anekdotenforschung entstanden Dissertationen, die in Buchform vorliegen.

### Erinnern
Im Zustand des Erinnerns rücken nur bestimmte Erfahrungen in den Blick, während andere dem Vergessen anheimfallen. Aufgrund der Intervention des Gegenwärtigen und aufgrund des in der Zwischenzeit Durchlebten werden Erfahrungen in der Erinnerung verändert. Dies ist kein bewusster und willentlich vollzogener Vorgang, sondern etwas, das zu einem guten Teil ohne direkte Einflussnahme des Selbst geschieht. Erinnerungen fallen ein und zu, werden durch Fragen oder durch die Situation des Gesprächs, die Umstände etc. geweckt oder eben nicht geweckt. Was wie erinnert bzw. was vergessen wird, ist jedoch kein Produkt des Zufalls; Erinnern und Vergessen können als „Strukturierung der Erfahrung im Sinne der Artikulation und Desartikulation“ verstanden werden. Insofern ist Erinnern als Antworten auf Ansprüche zu verstehen und von jenem Hiatus zwischen Anspruch und Antwort geprägt, von dem Waldenfels spricht und der sich nicht selten als Einfallstor für das Pathische erweist. Die erinnerten und erzählten Erfahrungen der Schülerinnen und Schüler bleiben deshalb nicht nur hinter den Erfahrungen der Vergangenheit zurück, sondern fügen diesen im Sinn eines Überschusses auch etwas hinzu.

### Erzählen
Erzählte Geschichten sind eine, wenn nicht die prädestinierte Form, Erfahrungen auszudrücken. Sie sind in der Lage, den vielfältigen Sinnbildungsvorgang, der Erfahrungen kennzeichnet, aufzufangen, ohne diesen festzulegen oder zum Stillstand zu bringen. Im Erzählen erfolgt die Versprachlichung einzelner erinnerter Erfahrungsmomente aus dem Erfahrungsstrom, die durch die Worte Bedeutung und Sinn erhalten. Dabei kommt es einerseits zu einer Festlegung und Vereinfachung von Erfahrung, andererseits entsteht im Sprechen über diese aber auch ein Bedeutungsüberschuss (Surplus). Reden und Schreiben sind Formen des Übersetzens von Erfahrungen, wobei die Erfahrung uns nicht nur die Rede abschneidet, sondern zugleich das Wort wachruft, durch das sie zum Text wird. Diese besondere Beziehung zwischen Erfahrung und ihrem Ausdruck, auf den Tengelyi im Rekurs auf Merleau-Ponty verweist, kommt im Übrigen auch beim Verfassen von Vignetten und Anekdoten zum Tragen. Im Gespräch als Appell-Response-Geschehen werden Forschende zu Miterfahrenden. Nicht nur im Wort, auch in der Veränderung von Intonation, Lautstärke oder Sprechgeschwindigkeit, im Stocken, Stottern, Verstummen oder Sprudeln der Worte, im Wandel der Gestik und Mimik, im Lachen oder Schmunzeln, in der Veränderung des Blicks oder einer veränderten Körperhaltung artikulieren sich Erfahrungen.

### Potenzial der Anekdote
Die Anekdote hat einiges mit der Vignette gemeinsam: Sie ist wie die Vignette eine kurze, prägnante Erzählung, die Momente gelebter Erfahrung in erzählter Form (neu) zum Klingen bringt. Auch Anekdoten sollen prägnant, im Sinn von gehaltvoll, ausdrucksstark und trächtig hinsichtlich der gelebten Erfahrung sein und Lesenden eine Erfahrung im Sinn der Miterfahrung ermöglichen; wie die Vignette will auch die Anekdote nicht belehren, sondern mitreißen und einen Überschuss ermöglichen. Anekdoten können ähnlich wie Vignetten als Exempel verstanden werden, in denen Allgemeines aufblitzt. Darüber hinaus werfen Anekdoten das Licht auf eine andere Facette von (bildenden) Erfahrungen. Sie beleuchten auch, was und wie Schülerinnen und Schüler von ihren Erfahrungen erzählen und sie als erinnerte beschreiben, wie sie aus heutiger Sicht über diese reflektieren und sie bewerten.

## Anekdotenforschung in der Anwendung
Als facettenreiche Exempel eröffnen Anekdoten einen Raum für die Reflexion der eigenen Praxis. Sie zeigen die Vielfalt des Lehrens und Lernens und ermöglichen einen Einblick in die lernseitige Wirkung pädagogischer Interventionen. Anekdoten eignen sich als Reflexionsimpuls für Studierende der Ausbildung, für Lehrpersonen in der Fort- und Weiterbildung und als Denkanstoß und Diskussionsgrundlage für die Schulentwicklung. Im Forschungsprojekt „Be first – aber wie? Perspektiven auf Beweggründe und Barrieren für oder gegen die Aufnahme eines Hochschulstudiums“ der Universität Klagenfurt dienen die Anekdoten dazu, auch länger zurückliegende Erfahrungen zu bergen und zu reflektieren, die Schülerinnen und Schüler auf ihrem Bildungsweg gemacht haben und die für die Entscheidung, ein Hochschulstudium aufzunehmen oder nicht, als förderlich oder hemmend erinnert werden.